# Börs flåg

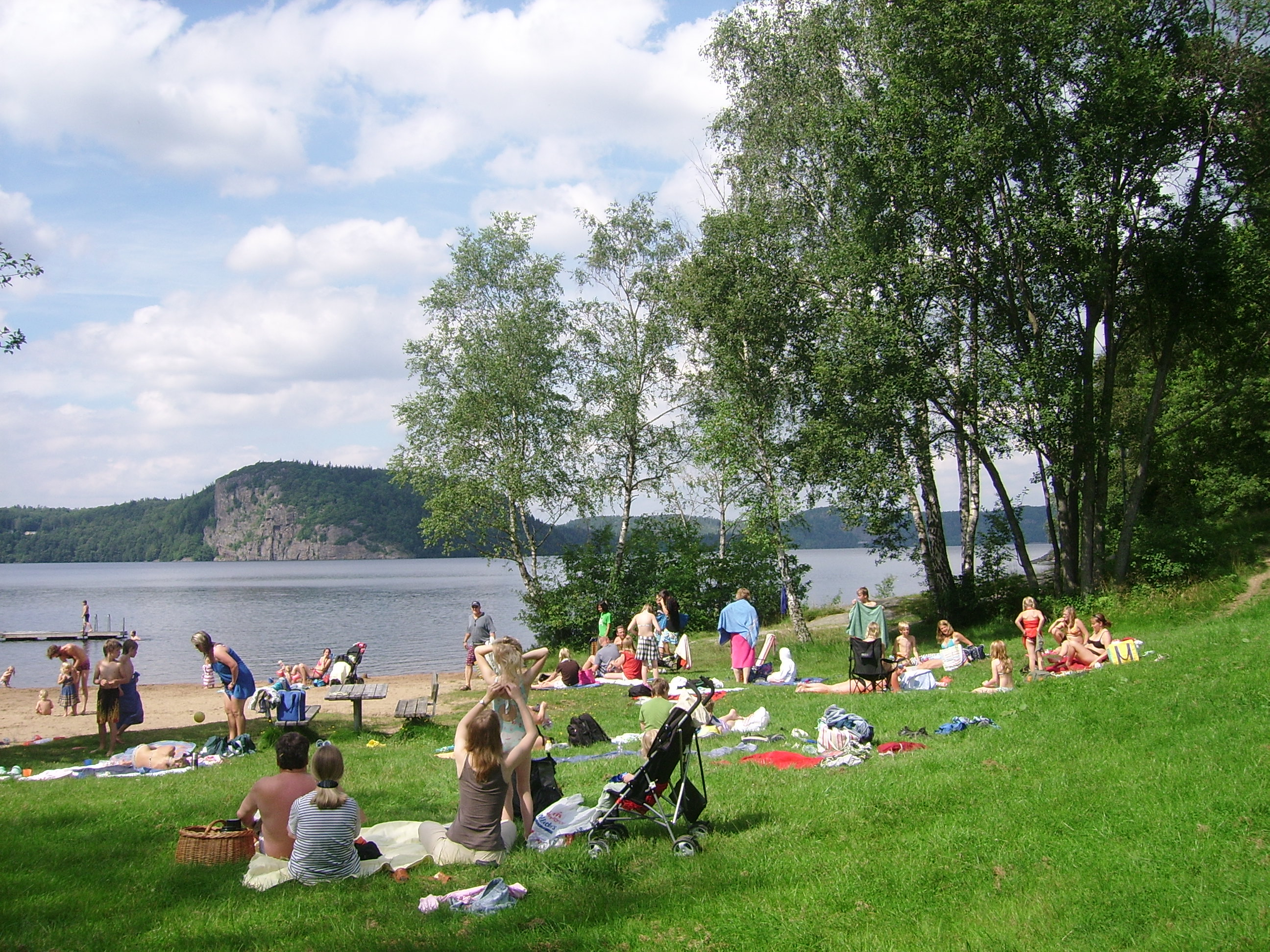
Vy över sjön mot Börs flåg från badplatsen Bastevik

Börs flåg är ett 150 meter högt berg med omgivande branter, skog och hävdad åkermark i Ödsmåls socken i Stenungsunds kommun i södra Bohuslän. Berget reser sig på en bergudde med samma namn, vid sjön Hällungens västra strand.
Berget utmärks främst av en 90 meter hög och mäktig klippbrant mot sjön. Denna brant är en av Västra Götalands läns brantaste och högsta klippväggar och är en gammal förkastningsbrant. Berget är, på grund av att branten ger förutsättning för fågelliv och häckande fåglar, ett mycket värdefullt fågelberg. Klippbranten och den ovanför liggande toppen är  fågelskyddsområde med tillträdesförbud 1 mars - 31 augusti. Detta är en del av naturreservatet Börs flåg som bildades 1981.
Är man väl uppe på berget framför klippbranten, dit man kommer via en stig från Börsgärde, finns möjlighet till vida utblickar över sjön Hällungen och en del av dess omgivningar.

## Namnet
Förledet betyder "borg, skans" medan efterledet flåg betyder "bergstup". Det finns dock inga rester av någon fornborg eller annan förskansning på berget (den lokala fornborgen fanns istället på Slottsberget 2 km norrut). 
Uppgifter om ortnamnet Börs flågs stavning finns i ett referat från 1800-talet på Wilhelm Ängermarks hemsida, i avsnittet om när Ucklums nya kyrka skulle byggas.